# Elecciones estatales de Kelantan de 2008
Las elecciones estatales de Kelantan de 2008 tuvieron lugar el 8 de marzo del mencionado año con el objetivo de renovar los 45 escaños de la Asamblea Legislativa Estatal, que a su vez investiría a un Menteri Besar (Gobernador o Ministro Principal) para el período 2008-2013, a no ser que se realizaran elecciones adelantas en dicho período. Los comicios, al igual que todas las elecciones estatales de Kelantan menos las de 1978, tuvieron lugar al mismo tiempo que las elecciones federales para el Dewan Rakyat de Malasia a nivel nacional.
Kelantan era el único estado gobernado por la oposición al momento de los comicios, con el Partido Islámico de Malasia (PAS) en el poder desde 1990. De este modo, la coalición Pakatan Rakyat (Pacto Popular), de la que el PAS formaba parte, obtuvo una amplia victoria con el 56.19% de los votos y una mayoría de dos tercios de 39 de los 45 escaños de la Asamblea. El Barisan Nasional (Frente Nacional), oficialista a nivel federal y opositor estatal, se vio nuevamente derrotado y perdió 16 escaños. A pesar de que la victoria de la oposición en Kelantan era considerada predecible por varios analistas, sobre todo con el resonante fortalecimiento opositor que se vio en las elecciones, la quinta derrota estatal consecutiva del BN fue un duro golpe para la administración de Abdullah Ahmad Badawi, que había hecho muchas promesas e inversiones en Kelantan durante su primer mandato con el objetivo de aumentar las posibilidades de la coalición gobernante.
Con este resultado, Nik Abdul Aziz Nik Mat fue reelegido para el que sería su quinto y último mandato. La quinta victoria consecutiva del PAS (desde su retorno al poder en 1990) superó el récord de cuatro victorias seguidas que había mantenido durante su primer gobierno del estado (1959-1978).

## Resultados
|  | 52.34 % |

|  | 84.44 % |

|  | 3.85 % |

|  | 2.22 % |

|  | 56.19 % |

|  | 86.67 % |

|  | 42.51 % |

|  | 13.33 % |

|  | 1.28 % |

|  | 0.00 % |

|  | 43.79 % |

|  | 13.33 % |

|  | 0.02 % |

|  | 0.00 % |

|  | 98.59 % |

|  | 1.41 % |

|  | 100.00 % |

|  | 82.63 % |